# Fryderyk Rużyczka
Fryderyk Rużyczka (ur. 25 stycznia 1888, zm. ?) – polski prawnik z tytułem doktora, sędzia, działacz społeczny, kapitan rezerwy piechoty Wojska Polskiego.

## Życiorys
Urodził się 25 stycznia 1888. Ukończył studia prawnicze uzyskując tytuł naukowy doktora.
Po zakończeniu I wojny światowej i odzyskaniu przez Polskę niepodległości został przyjęty do Wojska Polskiego. Został awansowany do stopnia kapitana rezerwy piechoty ze starszeństwem z 1 czerwca 1919. W 1923, 1924 pozostawał oficerem rezerwowym 2 pułku Strzelców Podhalańskich w Sanoku. W 1934 jako kapitan rezerwy piechoty był przydzielony do Oficerskiej Kadry Okręgowej nr X jako oficer reklamowany na 12 miesięcy i pozostawał wówczas w ewidencji Powiatowej Komendy Uzupełnień Sanok.
Do końca lat 20. był sędzią Sądu Powiatowego w Dukli, późniejszego Sądu Grodzkiego którego był naczelnikiem (później kierownikiem) od początku lat 30. do 1939. W latach 30. był członkiem koła Zrzeszenia Sędziów i Prokuratorów RP w Jaśle.
28 września 1932 został wybrany przewodniczącym reaktywowanego wówczas koła Towarzystwa Szkoły Ludowej w Dukli oraz zasiadł w sekcji oświatowej.